# 如果愛，重來
《如果愛，重來》，原劇名為《重婚大作戰》，2019年台灣偶像劇，為愛奇藝台灣代理商歐銻銻娛樂第四部自製戲劇。張書豪、柯佳嬿、吳岳擎、陳妤領銜主演，並由知名文學獎作家李桐豪為原創故事，改編其原創而成的影視作品。導演為憑靠《High 5 制霸青春》入圍金鐘獎戲劇節目導演獎的導演林子平執導。2018年6月開鏡，10月殺青。台視主頻及愛奇藝台灣站於2019年4月24日首播，東森綜合台則於4月27日播出。幕後花絮《重來 沒說的事》於愛奇藝台灣站播出。為歐銻銻娛樂自製戲劇《種菜女神》後推出之作品。

## 播出時間

### 首播
| 頻道                  | 所在地   | 播映日期      | 播出時間                                                  |
| --------------------- | -------- | ------------- | --------------------------------------------------------- |
| 愛奇藝台灣站          | 中華民國 | 2019年4月24日 | VIP每週三 22:00 搶先上架兩集 一般用戶每週六 22:00上架兩集 |
| 台視主頻              | 中華民國 | 2019年4月24日 | 每週三至週四 22:00－23:00                                 |
| 東森綜合台            | 中華民國 | 2019年4月27日 | 每週六 22:00－24:00                                       |
| 愛奇藝                | 中国大陆 | 2019年4月24日 | VIP全集上架 一般用戶每週三至五 20:00上架兩集              |
| Astro GO              | 马来西亚 | 2019年4月24日 | 每週三 22:00 搶先上架兩集                                 |
| Astro双星 Astro双星HD | 马来西亚 | 2019年4月27日 | 每週六至週日 17:00－18:00                                 |

### 重播
| 頻道                  | 所在地   | 播映日期      | 播出時間                  |
| --------------------- | -------- | ------------- | ------------------------- |
| 台視主頻              | 中華民國 | 2019年4月25日 | 每週四至週五 00:00－01:00 |
| 東森綜合台            | 中華民國 | 2019年4月28日 | 每週日 02:00－04:00       |
| 東森綜合台            | 中華民國 | 2019年4月28日 | 每週日 13:00－15:00       |
| Astro双星 Astro双星HD | 马来西亚 | 2019年4月27日 | 每週六至週日 21:00-22:00  |
| Astro双星 Astro双星HD | 马来西亚 | 2019年4月28日 | 每週六至週日 13:00-14:00  |
| Astro双星 Astro双星HD | 马来西亚 | 2019年4月28日 | 每週日至週一 01:00-02:00  |
| Astro双星 Astro双星HD | 马来西亚 | 2019年4月28日 | 每週日至週一 05:00-06:00  |

## 演員列表

### 主要演員
| 演員   | 角色   | 時空     | 介紹 | 登場集數              | 中國大陸配音 |
| 張書豪 | 汪大樂 | 第一時空 | 30歲，遊戲公司企劃，何詠琪的丈夫，個性樂觀善良。對工作有很多創意與想法，但這樣的天真活力卻無法貫徹在婚姻生活上，老是隨便給了家人承諾卻又無以為繼，明明很愛妻子，但總讓妻子灰心失望，終於在第6年的結婚紀念日，讓婚姻生活陷入空前的危機，也導致自己的人生徹底崩壞，最後不得已被迫經歷一連串難以解釋的超時空現象，展開一段奇幻旅程。 | 1-2,4-16,18,21-22，24 | 昱霖         |
| 張書豪 | 汪大樂 | 第二時空 | 30歲，遊戲製作兼任YouTuber，個性外向幽默，雖然女人緣極佳，但始終單身，因為一直默默的守護在琪琪身邊。 | 全集                  | 昱霖         |
| 柯佳嬿 | 何詠琪 | 第一時空 | 30歲，汪大樂的妻子與同學，個性溫柔堅強，大型廣告公司主管，和汪大樂養了一隻叫Sorry的狗。 | 1-2,4-16,18,21-22,24  | 李詩萌       |
| 柯佳嬿 | 何詠琪 | 第二時空 | 30歲，因傷痕而強大的何詠琪，王士元的女友，和汪大樂、王士元是大學同學與好友，個性溫柔堅強，寵物科技公司主管，和王士元養了一隻叫Tiffany的狗。雖然工作起來像個女強人，但內心其實是個不折不扣的小女人。始終相信愛情，渴望與另一半白頭偕老，期待擁有自己的房子和活潑可愛的孩子，打造自己理想中的幸福家庭，以彌補從小失去父親的苦痛。從小在母親幾近虎媽教育的生活中長大，讓她對於父親的不告而別既怨恨又同情，也造成她對婚姻關係的不安全感。 | 全集                  | 李詩萌       |
| 吳岳擎 | 王士元 | 第一時空 | 31歲，FHM男人幫雜誌總編輯，汪大樂與何詠琪的大學同學與好友。 | 1-2,11                | 鄭希         |
| 吳岳擎 | 王士元 | 第二時空 | 31歲，何詠琪的男朋友，FHM男人幫雜誌編輯，與汪大樂與何詠琪是大學同學與好友。個性敏感內斂，喜怒不易形於色。因為從小被母親拋棄，寄養在汪大樂家中，所以很早便懂得察言觀色，並有著為討好所有人歡心而壓抑自己的早熟性格。他和汪大樂性格互補，少根筋的汪大樂從小把他當成親兄弟一樣無話不談，使得他對汪家抱持感恩卻又自卑的複雜態度，對汪大樂的一派天真感到羨慕又擔心。                                                                       | 全集                  | 鄭希         |
| 陳妤   | 洪茜   | 第二時空 | 22歲，個性開朗活潑，倔強好勝，為找回雙親的食譜配方而經營漢堡餐車。小茜從不隱瞞自己的好惡情感，卻常隱藏自己的脆弱，經歷了比同年齡女生更多的人生苦難，因此看世界的角度較為世故早熟。由於汪大樂對她付出關心與幫助，使她對汪大樂的感情日漸加深。 | 9-12,14-24            | 劉曼         |

### 其他演員
| 演員   | 角色          | 時空     | 介紹 | 登場集數                        | 中國大陸配音 |
| 陶傳正 | 汪百福        | 第一時空 | 男，60歲，汪大樂的父親。曾經經營過傳統相館，已經退休。 | 1                               | 郭政建       |
| 陶傳正 | 汪百福        | 第二時空 | 男，60歲，汪大樂的父親。汪爸的傳統相館曾捱過數位轉型階段，硬撐了幾年，敵不過數位及手機的拍照潮流，只能退休，過著無聊的退休生活。年輕時的汪爸從攝影學徒的基礎做起，練得一身拍照及沖洗相片的紮實功力，結婚後白手起家，與妻子一起打造「好時光照相館」，養活了孩子，也為家人留下了許多成長相處的珍貴影像，是個有藝術氣息的好父親。                                                         | 1,3-8,10-12,17-24               | 郭政建       |
| 陳幼芳 | 姚瓊玲        | 第一時空 | 女，58歲，汪大樂的母親，已經退休。 | 1                               | 馬程         |
| 陳幼芳 | 姚瓊玲        | 第二時空 | 女，58歲，汪大樂的母親。為了支持丈夫想延續相館生命的心情，汪媽偷偷跑去學習修圖技巧，果然在幾個相館存亡的關鍵時刻裡，成為拯救相館的要角，成全了汪爸，更鼓勵汪爸繼續去拍自己想拍的東西。個性善良開朗大方，烹飪手藝絕佳，堅持好好吃飯是做人最重要一件事，是汪家氣氛最重要的帶動者，也是大樂、美樂與士元回家療傷時的心靈依歸。                                                             | 1,3-8,10-12,17-24               | 馬程         |
| 涂善妮 | 張愛蓮        | 第一時空 | 女，56歲，何詠琪的母親，著名的兩性文學作家兼話題直播主。舌燦蓮花，但對自己的私事卻守口如瓶，很少對外透露，痛不說，愛更不說。苦心經營兩性教主的完美形象，是為了證明自己，就算自己的婚姻不完美，她也不會被打敗。她秉持女人要獨立自愛的精神教育琪琪，逼迫自己及女兒必須隨時拿出最完美的一面。不輕易流露悲傷，總以負面悲觀的角度看待世間感情與婚姻關係，這讓琪琪不能接受，總與她採取對立。 | 1,4                             | 李金艷       |
| 涂善妮 | 張愛蓮        | 第二時空 | 女，56歲，何詠琪的母親，著名的兩性文學作家兼話題直播主。舌燦蓮花，但對自己的私事卻守口如瓶，很少對外透露，痛不說，愛更不說。苦心經營兩性教主的完美形象，是為了證明自己，就算自己的婚姻不完美，她也不會被打敗。她秉持女人要獨立自愛的精神教育琪琪，逼迫自己及女兒必須隨時拿出最完美的一面。不輕易流露悲傷，總以負面悲觀的角度看待世間感情與婚姻關係，這讓琪琪不能接受，總與她採取對立。 | 3,5-6,8-9,12,17-24              | 李金艷       |
| 陳乃榮 | 丁培中        | 第二時空 | 男，38歲，汪美樂的丈夫，原在某大日商品牌公司擔任產品經理，前景看好，卻被無預警裁員，背負著沉重的經濟壓力，培中不敢讓家人知道實情，依舊每天假裝外出上班，實則著急地尋找下一個工作機會。個性優柔寡斷，只能在一連串的挫折之後，選擇消極面對，尤其逃避著告訴美樂自己失業的事實，沒想到這一連串的逃避，卻引發了家庭的軒然大波…                                                              | 3,6-8,10-24                     | 李嘉祥       |
| 鄧九雲 | 汪美樂        | 第二時空 | 女，34歲，保險業務員，汪大樂在進到第二時空前從未有過的姊姊。個性獨立好強，認為生活要有保障就必須未雨綢繆。不承認自己視錢如命，但認為財富的多寡可以代表一個人的生存能力，也相信女人必須擁有經濟能力才能鞏固社會地位。常用堅強的外表包裝內在的脆弱，正因另一半愈來愈排斥她的價值觀，造成婚姻不睦，使她更積極想扮演好人妻角色，以彌補內心的空洞及動搖的家庭關係。                         | 3,5-8,10-12,14-15,17-24         | 張艾         |
| 陳詩媛 | 丁莎莎        | 第二時空 | 女，6歲，丁培中與汪美樂的獨生女，也是汪大樂進入第二時空後才擁有的外甥女。本名丁莎莎，就讀幼稚園大班，喜歡和家人一起出去吃飯逛街，晚上睡覺會要求父親培中為她讀故事書。汪家的和室是莎莎的遊戲間，放了許多她專屬的玩具，平日放學回到外婆家，莎莎便會待在和室玩耍，然後跟著外婆汪媽在家裡走來走去。也因為時常和長輩相處，莎莎在同齡孩童中更顯懂事。                                        | 3,5-8,10-12,15,17-24            |              |
| 李李仁 | 柴可夫 何蘭成 | 第一時空 | 男，44歲，神秘的計程車司機，曾經有過一段美滿的婚姻。沒有人知道他是誰，也不知他來自何處，個性低調寡言，一雙銳利的眼睛彷彿能看透所有人間事物，眼神比言語更犀利。他是汪大樂扭轉人生的關鍵角色，因為他的出現，讓汪大樂有機會檢視自己漫不經心的婚姻生活，並且協助其他人活出新契機。在汪大樂不屈不撓之下，發現柴可夫並不普通，他的真實身分竟然是琪琪的爸爸。                                 | 1,24                            | 林強         |
| 李李仁 | 柴可夫 何蘭成 | 第二時空 | 男，44歲，神秘的計程車司機，曾經有過一段美滿的婚姻。沒有人知道他是誰，也不知他來自何處，個性低調寡言，一雙銳利的眼睛彷彿能看透所有人間事物，眼神比言語更犀利。他是汪大樂扭轉人生的關鍵角色，因為他的出現，讓汪大樂有機會檢視自己漫不經心的婚姻生活，並且協助其他人活出新契機。在汪大樂不屈不撓之下，發現柴可夫並不普通，他的真實身分竟然是琪琪的爸爸。                                 | 1-2,4.8,12-13,15,17,20-24       | 林強         |
| 林可彤 | 葉天娜        | 第一時空 | 女，42歲，汪大樂的直屬上司，電玩界少見的女性高階主管。個性沉穩幹練，非常照顧員工。比一般人更努力工作，不單單是為了賺錢，也是想為自己爭取更多話語權，她想宣告世人，女性也有能力做出好遊戲。個性剛強，常被迫捲入辦公室鬥爭，讓她身心俱疲，最終決定離職。 | 1                               |              |
| 林可彤 | 葉天娜        | 第二時空 | 女，42歲，汪大樂的直屬上司，電玩界少見的女性高階主管。個性沉穩幹練，非常照顧員工。比一般人更努力工作，不單單是為了賺錢，也是想為自己爭取更多話語權，她想宣告世人，女性也有能力做出好遊戲。個性剛強，常被迫捲入辦公室鬥爭，讓她身心俱疲，最終決定離職。 | 4,8-9,13-14,18,21,23            |              |
| 楊震震 | Mike          | 第一時空 | 汪大樂的同事。 | 1,7                             |              |
| 楊震震 | Mike          | 第二時空 | 汪大樂的同事，One dollar man Show的拍攝夥伴之一。 | 2,4-5,8-12,14,16,18,19,21,23,24 |              |
| 黃豪平 | 小傑          | 第一時空 | 汪大樂的同事。 | 1,7                             |              |
| 黃豪平 | 小傑          | 第二時空 | 汪大樂的同事，One dollar man Show的拍攝夥伴之一。 | 2,4-5,8-12,14,16,18,19,21,23,24 |              |
| 魏蔓   | 童恩希        | 第二時空 | 王士元大學時期認識的學姊，曾與士元有一段曖昧時期，讓琪琪很介意。多年後再次出現，恩希已經是一個成功的電影製片人，她很欣賞士元才華，引薦士元再度踏入電影圈，成就士元的導演夢。 | 5（聲音）,10,13-23              | 郭懿驤       |

### 特別演出
| 演員           | 角色       | 介紹                                                 | 登場集數        |
| 馬西屏         | 馬西屏     | 直播節目主持人。                                     | 1,3             |
| 謝怡芬 (Janet) | Janet      | 王士元採訪對象。                                     | 1               |
| George         | George     | Janet老公。                                          | 1               |
| 王自強         | Gary       | 何詠琪公司主管。                                     | 1-2,4           |
| 余秉諺         | 雜誌社總編 | 王士元雜誌社主管。                                   | 2,8             |
| 高英軒         | 老伍       | 社區巡邏警衛。                                       | 2               |
| 程予希         | 美女律師   | 王士元採訪對象，網紅美女律師。                       | 3               |
| 陳婉婷         | 美麗少婦   | 動物園遊客。                                         | 6               |
| 陳博正         | 宋文慶醫生 | 精神科主任，大學時也追過汪媽，汪百福的情敵。         | 7               |
| 王彩樺         | 素貞阿姨   | 拍拍手漢堡店的廚房助手阿姨，在拍拍手結業後自立門戶。 | 14              |
| 林育賢         | 威力       | 製作公司監製。                                       | 18              |
| 龍劭華         | 金哥       | 討債公司大哥，十分喜愛張愛蓮的作品。                 | 22-23           |
| 葛蕾           | 王蕊妮     | 王士元親生母親，拋棄士元到美國生活。                 | 7（聲音）,22-23 |
| 納豆           | 結局司機   | 神秘司機，把柴可夫的信交給汪大樂。                   | 24              |

### 客串演員
| 演員       | 角色         | 介紹                                           | 登場集數          |
| 劉明勳     | 小茜爸       | 小茜爸爸，因積欠債務而關閉拍拍手躲債。         | 10,12,16,23,24    |
| 謝麗金     | 小茜媽       | 小茜媽媽，因積欠債務而關閉拍拍手躲債。         | 5,10,12,16,23,24  |
| 林意箴     | 珍妮         | 丁培中打工酒吧的女店長，被美樂懷疑是外遇對象。 | 16-17,21          |
| 彭毓       | 如如         | 王士元的同事。                                 | 1,8,14,16,18      |
| 李強       | 強尼         | 王士元的同事。                                 | 18                |
| 沈依柔     | 柚子         | 何詠琪的同事。                                 | 2-5,8,10,18,20,24 |
| 陳重谷     | 小孟         | 何詠琪的同事。                                 | 2-5,8,10,18,20,24 |
| 鄭一慧     | 佩姬         | 丁培中同事。                                   | 3,11              |
| 齊子涵     | 阿男         | 丁培中同事。                                   | 3,11              |
| 吳維恩     | 小孩         | 何詠琪夢中與大樂的大兒子。                     | 3                 |
| 吳牧沐     | 小小孩       | 何詠琪夢中與大樂的小兒子。                     | 3                 |
| 劉先琪     | 主持人       | 張愛蓮新書發表會主持人。                       | 3                 |
| 于浩威     | 健身教練     | 張愛蓮直播中助理。                             | 5                 |
| 劉子堯     | 詹董         | 丁培中前外商公司主管。                         | 11                |
| 吳佳修     | 獵人頭經理   | 獵人頭公司經理。                               | 8                 |
| 胡韶恩     | Sandy        | 愛慕汪大樂的對象。                             | 9                 |
| 黃榮樂     | 胖卡劉大哥   | 胖卡承租商。                                   |                   |
| 加賀美智久 | 木村桑       | 丁培中應徵的外商公司主管。                     | 12                |
| 鍾昇樺     | 動物醫院醫師 | 動物醫院醫師。                                 | 12                |
| 陳思函     | 婚禮顧問     | 童恩希學姊推薦王士元諮詢的婚禮顧問。           | 13                |
| 楊靜宇     | 動物醫院醫師 | 動物醫院醫師                                   | 13-14             |
| 江振愷     | Casting阿嘉  | 丁培中臨演打工的工作人員。                     | 13                |
| 邵凡僖     | 琪琪友人     | 何詠琪大學時期友人。                           | 21                |
| 陳紹文     | 阿元         | 討債公司小弟，後來成為拍拍手漢堡店的員工。     | 21,23             |
| 許漢鵬     | 小鬼         | 討債公司小弟，後來成為拍拍手漢堡店的員工。     | 21,23             |

## 電視劇歌曲
| 曲別   | 歌名           | 演唱者         | 作詞         | 作曲         |
| 片頭曲 | 繼續           | 楊永聰         | 周耀輝       | 楊永聰       |
| 片尾曲 | 平行時空我愛你 | 徐凱希         | 卻而         | 蔡安嘉       |
| 插曲   | 舉棋不定而已   | 彭靖惠         | 卻而         | 蔡安嘉       |
| 插曲   | 只想傻給你     | 許仁杰、黃柏文 | 呂莘         | 蔡安嘉       |
| 插曲   | 活得快樂       | 白吉勝         | 年年         | 蔡安嘉       |
| 插曲   | 懂了           | 巴思亮         | 年年         | 蔡安嘉       |
| 插曲   | 無色           | 呂莘           | 呂莘         | 呂莘         |
| 插曲   | Cheer          | 先知瑪莉Josh   | 先知瑪莉Josh | 先知瑪莉Josh |

## 收視率

### 台視首播收視率
| 臺灣 台視主頻 首播收视率 |               |             |             |              |              |      |
| 集數                     | 播出日期      | AGB當日收視 | AGB當日收視 | 當週平均收視 | 當週平均收視 | 備註 |
| 集數                     | 播出日期      | 收視率      | 排名        | 收視率       | 排名         | 備註 |
| 1                        | 2019年4月24日 | 0.28        | -           | 0.28         | -            |      |
| 2                        | 2019年4月25日 | 0.27        | -           | 0.28         | -            |      |
| 3                        | 2019年5月1日  | 0.20        | -           | 0.22         | -            |      |
| 4                        | 2019年5月2日  | 0.23        | -           | 0.22         | -            |      |
| 5                        | 2019年5月8日  | 0.21        | -           | 0.19         | -            |      |
| 6                        | 2019年5月9日  | 0.16        | -           | 0.19         | -            |      |
| 7                        | 2019年5月15日 | 0.14        | -           | 0.19         | -            |      |
| 8                        | 2019年5月16日 | 0.24        | -           | 0.19         | -            |      |
| 9                        | 2019年5月22日 | 0.19        | -           | 0.22         | -            |      |
| 10                       | 2019年5月23日 | 0.25        | -           | 0.22         | -            |      |
| 11                       | 2019年5月29日 | 0.15        | -           | 0.18         | -            |      |
| 12                       | 2019年5月30日 | 0.21        | -           | 0.18         | -            |      |
| 13                       | 2019年6月5日  |             |             |              |              |      |
| 14                       | 2019年6月6日  |             |             |              |              |      |
| 15                       | 2019年6月12日 |             |             |              |              |      |
| 16                       | 2019年6月13日 |             |             |              |              |      |
| 17                       | 2019年6月19日 |             |             |              |              |      |
| 18                       | 2019年6月20日 |             |             |              |              |      |
| 19                       | 2019年6月26日 |             |             |              |              |      |
| 20                       | 2019年6月27日 |             |             |              |              |      |
| 21                       | 2019年7月3日  |             |             |              |              |      |
| 22                       | 2019年7月4日  |             |             |              |              |      |
| 23                       | 2019年7月10日 |             |             |              |              |      |
| 24                       | 2019年7月11日 |             |             |              |              |      |
| 平均收視                 | 平均收視      | 0. 21       | 0. 21       | 0. 21        |              |      |

1. 同时段或交叉时段主要节目：
  - 中視《媽祖》／《女醫·明妃傳》／《擁抱太陽的月亮》／《奇皇后》
  - 民視《拜託媽媽》/《天上的約定》
  - 三立都會台《愛玩客》
2. 数据由AGB尼爾森調查，調查範圍是四歲以上收看電視之觀眾。
3. 資料來源：台灣-偶像劇場、凱絡媒體週報。

## 製作團隊
- 導演：林子平
- 總監製：廖健行
- 監製：黃姿潔、陳慕函
- 企劃：徐碧嬬
- 製作人：林子平、陳堃壹
- 原創故事：李桐豪
- 編劇：王卉竺、伍臻祥、王晴晴、李桐豪、潘怡豪、藍夢荷、李振豪、林子平
- 執行導演：簡郁桓
- 副導演：何佳真、劉玲均
- 製片：吳家哲
- 執行製片：邱立侃
- 攝影：徐肇勵、洪瀚聰
- 音樂總監：蔡安嘉
- 製作公司：歐銻銻娛樂、平果電影有限公司
- 發行公司：愛奇藝台灣站
- 冠名贊助
  - 台視：
  - 愛奇藝：魔立奇肌

## 大事記
- 2018年6月開鏡。
- 2018年10月殺青。
- 2019年4月23日舉辦首映會。[5]
- 2019年4月24日首播。

## 外部連結
- 官方网站－台視
- 官方网站－東森
- 官方网站－愛奇藝
- 如果愛，重來的Facebook專頁
- 愛奇藝台灣站的Facebook專頁

| 臺灣 台視主頻 每週三至週四 22:00－23:00                                                              | 臺灣 台視主頻 每週三至週四 22:00－23:00                                                     | 臺灣 台視主頻 每週三至週四 22:00－23:00 |
| --- | ------------------------------------------------------------------------------------------- | --------------------------------------- |
| | 如果愛，重來 （2019年4月24日－2019年7月11日）                                               |                                         |
| 大力女都奉順（重播） （週一至週四） （2019年3月25日－2019年4月18日） （4月22日起改為週一至週二播出） | 360行向前衝（重播） （2019年7月17日－2019年9月5日）延禧攻略 （2019年9月10日－2020年1月9日） |                                         |

| 臺灣 東森綜合台 每週六 22:00－24:00 | 臺灣 東森綜合台 每週六 22:00－24:00                                              | 臺灣 東森綜合台 每週六 22:00－24:00 |
| --- | -------------------------------------------------------------------------------- | ----------------------------------- |
| | 如果愛，重來 （2019年4月27日－2019年7月13日）                                    |                                     |
| 種菜女神 （2018年11月17日－2019年2月2日）綜藝大熱門春節特別節目 （2019年2月9日）滾石愛情故事（重播） （2019年2月16日－2019年4月20日） （4月20日改為22:00- 24:00播出） | 飢餓遊戲（重播） （2019年7月20日－不詳）請問 今晚住誰家（重播） （2019年－不詳） |                                     |

| 马来西亚 Astro双星、Astro双星HD 星期六、日 17:00 - 18:00                                                    | 马来西亚 Astro双星、Astro双星HD 星期六、日 17:00 - 18:00                                  | 马来西亚 Astro双星、Astro双星HD 星期六、日 17:00 - 18:00 |
| --- | ----------------------------------------------------------------------------------------- | -------------------------------------------------------- |
| | 如果爱，重来 （2019年4月27日－2019年7月14日）                                             |                                                          |
| 你好，旧时光 （重播） （每日 17:00 - 18:00，4月27日起改为星期一至五播出） （2019年4月13日 - 2019年5月20日） | 我的真朋友 （7月15日起改为每日播出） （第36集 - 第48集） （2019年7月15日－2019年7月27日） |                                                          |